# Cerisy-Buleux
Cerisy-Buleux è un comune francese di 258 abitanti situato nel dipartimento della Somme nella regione dell'Alta Francia.

## Società

### Evoluzione demografica
Abitanti censiti